# Wirnetsried
Wirnetsried ist ein Ortsteil des Marktes Neukirchen-Balbini im Landkreis Schwandorf des Regierungsbezirks Oberpfalz im Freistaat Bayern.

## Geografie
Wirnetsried liegt am Rabwiesgraben am Südostrand von Neukirchen-Balbini, 700 Meter südöstlich der Staatsstraße 2150. Östlich von Wirnetsried liegen die Anlagen der Sportvereinigung (SpVgg) Neukirchen-Balbini mit einigen Gebäuden, die jedoch unbewohnt sind. Diese Anlage gehört mit zu Wirnetsried. Südöstlich von Wirnetsried erhebt sich der 548 Meter hohe Dehnberg und nördlich der 553 Meter hohe Steinbühl.

## Geschichte
Wirnetsried (auch: Wirndesruith, Wirnetsreitt, Wirntz Rewth, Würnersrieth, Würmersried) gehört zu den Bamberger Gründungen aus dem ersten Drittel des 12. Jahrhunderts. Es wurde in der Ausstattungsurkunde von 1138 erstmals schriftlich erwähnt.
Heinrich II. stattete 1007 das Erzbistum Bamberg mit seinem Allodialgut Nittenau aus. 1110 gründete Bischof Otto von Bamberg das Kloster Prüfening. Diesem übergab er Orte in der Umgebung von Nittenau und in der Umgebung von Neukirchen-Balbini. Diese Orte unterstanden zunächst den Ämtern Nittenau und Wetterfeld. Später wurden sie Bestandteil des kurpfälzischen Landrichteramtes Neunburg vorm Wald. In der Ausstattungsurkunde von 1138 wurden folgende Orte genannt: Enzenried, Goppoltsried, Grottenthal, Lengfeld, Meigelsried, Neukirchen-Balbini, Thanried, Stocksried (Unter-, Oberstocksried) und Wirnetsried.
Wirnetsried wurde 1462 in einem Vidimus des Abtes Caspar Wildpart vom Kloster Frauenzell für das Kloster Walderbach aufgeführt. Es gehörte zu denjenigen Orten des Landrichteramtes Neunburg vorm Wald, die dem Kloster Walderbach zinspflichtig waren.
Im Herdstättenbuch von 1762 wurde Wirnetsried mit einem Anwesen und zwei Inwohnern verzeichnet. In einem Verzeichnis von 1783 erschien es als Einöde. 1808 hatte Wirnetsried ein Anwesen, der Eigentümer hieß Elstner.
1808 wurde die Verordnung über das allgemeine Steuerprovisorium erlassen. Mit ihr wurde das Steuerwesen in Bayern neu geordnet und es wurden Steuerdistrikte gebildet. Dabei kam Wirnetsried zum Steuerdistrikt Enzenried. Der Steuerdistrikt Enzenried bestand aus den Ortschaften Dehnhof mit 1 Anwesen, Enzenried mit 9 Anwesen, Goppoltsried mit 7 Anwesen, Grottenthal mit 1 Anwesen, Hansenried mit 13 Anwesen, Hippoltsried mit 3 Anwesen, Oed bei Goppoltsried (Oedhof) mit 2 Anwesen, Rodlseign mit 1 Anwesen, Weihermühle mit 1 Anwesen, Wirnetsried mit 1 Anwesen, Ziegenmühle mit 2 Anwesen.
1820 wurden im Landgericht Neunburg vorm Wald Ruralgemeinden gebildet. Dabei kam Wirnetsried zur Ruralgemeinde Boden. Zur Ruralgemeinde Boden gehörten die Dörfer Boden mit 10 Familien, Goppoltsried mit 6 Familien, die Weiler Etzmannsried mit 2 Familien, Hippoltsried mit 3 Familien, Oed mit 2 Familien und die Einöden Rodlseign mit 1 Familie, Stadlhof mit 1 Familie und Wirnetsried mit 1 Familie.
Im Zuge der Gebietsreform in Bayern wurde 1972 die Gemeinde Boden aufgelöst und nach Neukirchen-Balbini eingemeindet.
Wirnetsried gehört zur Pfarrei Neukirchen-Balbini. 1997 hatte Wirnetsried 8 Katholiken.

## Einwohnerentwicklung ab 1809
| Jahr | Einwohner | Gebäude |
| ---- | --------- | ------- |
| 1809 | 9         | k. A.   |
| 1820 | 1 Familie | k. A.   |
| 1838 | 7         | 1       |
| 1861 | 15        | 4       |
| 1871 | 9         | 4       |
| 1885 | 20        | 2       |
| 1900 | 9         | 3       |

| Jahr | Einwohner | Gebäude |
| ---- | --------- | ------- |
| 1913 | 16        | 3       |
| 1925 | 17        | 3       |
| 1950 | 20        | 2       |
| 1961 | 16        | 2       |
| 1970 | 13        | k. A.   |
| 1987 | 8         | 2       |
| 2011 | 3         | k. A.   |